# Elena (Cavalli)
Elena ist eine Oper in einem Prolog und drei Akten von Francesco Cavalli (Musik) mit einem Libretto von Giovanni Faustini und Nicolò Minato. Die Uraufführung fand Ende 1659, wahrscheinlich am 26. Dezember, im Teatro San Cassiano in Venedig statt.

## Handlung
Die Szenenaufteilung der folgenden Inhaltsangabe entspricht dem gedruckten Libretto von 1659. Sie unterscheidet sich von derjenigen des Partitur-Manuskripts.

### Prolog
Das Reich des Friedens
Die Zwietracht (La Discordia) verkleidet sich als Frieden (La Pace), um im Himmel Streit zu stiften. Dort wollen die drei Göttinnen Venere (Venus), Giunone (Juno) und Pallade (Athene) anlässlich der bevorstehenden Hochzeit von Elena (Helena) und Menelao (Menelaos) ihre Differenzen beilegen. Venere bittet den vermeintlichen Frieden um Segen für das Paar. Giunone ist sogar bereit, ihrem Gatten Giove (Jupiter) seine Untreue zu vergeben – Elena ist seine Tochter aus einem Seitensprung mit Leda. Heimtückisch bietet die Zwietracht den dreien einen goldenen Apfel an, der der schönsten Frau überreicht werden soll. Sofort kommt es zum Streit, denn jede hält sich selbst für die Schönste. Nachdem Venere den Apfel an sich gerissen hat, ziehen Giunone und Pallade ihren Segen für Elena zurück, und Pallade verweigert ihr auch den Segen der Tugend. Giunone verkündet, dass Teseo (Theseus) Elena entführen werde. Venere erklärt daraufhin, dass er sie nicht zur Frau erhalten werde. Pallade ergänzt, dass Elena in späterer Zeit erneut entführt werden wird. Als der Streit eskaliert, erscheinen die Wahrheit (La Verità) und der echte Frieden. Sie decken die Täuschung der Zwietracht auf, vertreiben sie vom Thron des Friedens und legen sie mit Hilfe von Überfluss (L’Abbondanza), Reichtum (La Ricchezza), Liebe (Amore) und zwei Furien in Ketten.

### Erster Akt
Meeresküste von Lakonien
Szene 1. Unter dem Schutz des Meeresgottes Nettuno (Neptun) und einiger Himmelsgötter trifft dessen Sohn Teseo mit seinem Freund Peritoo (Peirithoos) an der Küste von Lakonien, der Hauptstadt von Sparta, ein. Dort herrscht König Tindaro (Tyndareos), der irdische Vater Elenas. Teseo beabsichtigt, sie zu entführen und zu heiraten. Anschließend wollen die beiden Freunde Proserpina aus der Unterwelt holen, um sie Peritoo zur Frau zu geben.
Szene 2. Peritoo und Teseo planen, Elena im Amphitheater zu entführen, wo sie ihr Training absolviert. Beide finden es in Ordnung, Frauen mit Gewalt zur Liebe zu zwingen.
Saal im Königspalast von Tindaro in Lakonien
Szene 3. Auch Menelao (Menelaos) schmachtet nach Elena. Um in ihre Nähe zu kommen, hat er sich als Amazone verkleidet. Sein Diener Diomede soll sie ihrem Vater als kampferprobte Sklavin anbieten, um Elena im Ringkampf zu unterrichten.
Szene 4. Der Hofnarr Iro führt Menelao und Diomede zum König.
Szene 5. Diomede erklärt Tindaro, dass er die vermeintliche Amazone von Piraten gekauft habe, die sie entführt hatten. Er bietet sie dem König als Geschenk an. Tindaro stellt sie seiner Tochter als Kampflehrerin zur Verfügung und lässt sie von seinem Vertrauten Euripilo in deren Gemächer bringen.
Szene 6. König Tindaro hat sich sofort heftigst in die schöne Amazone verliebt. Diomede versucht vergeblich, ihn darauf hinzuweisen, dass sie höchst gefährlich sei und nichts Weibliches an sich habe.
Szene 7. Iro meint, dass man die Liebe genießen müsse, bevor man zu alt dafür ist.
Amphitheater außerhalb der Stadt
Szene 8. Elena gesteht ihrer Hofdame Erginda, wie sehr sie sich nach der Liebe sehnt.
Szene 9. Euripilo stellt Elena die neue Kampflehrerin Elisa vor. Elena ist hingerissen von der wilden Schönheit der Amazone und befragt sie nach ihren Erfahrungen in der Liebe. Elisa/Menelao antwortet ausweichend, da er seine wahren Gefühle für sie noch nicht offenbaren will. Gelangweilt verlangt Elena eine Unterrichtsstunde.
Szene 10. Elena und Elisa/Menelao kämpfen miteinander. Menelao hält sich vorsichtig zurück und stürzt. Er rechtfertigt seine Ungeschicklichkeit damit, dass sie seinem Geliebten so ähnlich sehe. Teseo und Peritoo nutzen die Gelegenheit, um Elena in ihre Gewalt zu bringen. Da sich Peritoo auf den ersten Blick in die Amazone verliebt, wird auch Menelao verschleppt. Euripilo und Erginda können nur untätig zusehen. Euripilo erkennt immerhin die Täter. Erginda beneidet die Entführten darum, so geliebt zu werden.
Szene 11. Iro alarmiert die Wachen und ruft zur Verfolgung der Angreifer auf.
Szene 12. Tindaro befiehlt Diomede und Euripilo, die beiden Frauen zu suchen. Zugleich soll Iro in Verkleidung nach ihnen forschen. Nachdem die anderen fort sind, wundert sich Tindaro darüber, dass er sich um die Amazone mehr Sorgen macht als um seine Tochter.
Wald
Szene 13. Unterwegs teilt Teseo Elena mit, dass er sie nach Tegea bringen will. Elena droht mit dem Zorn ihres Vaters. Beide Männer bemühen sich um die Gunst ihrer Angebeteten.
Szene 14. Euripilo und Diomede haben keinen Erfolg bei ihrer Suche. Sie halten die Liebe grundsätzlich für eine Torheit.
Szene 15. Iro dagegen hat in seiner Verkleidung als Verrückter eine Spur gefunden und verweist Euripilo und Diomede auf das Reich Tegea am anderen Ufer des Evrotas. Euripilo weiß, dass dort König Creonte herrscht. Er beauftragt Iro, als Spion nach Tegea zu gehen, um weitere Nachforschungen anzustellen. Er selbst kehrt mit Diomede in die Heimat zurück.
Szene 16. Iro wird von zwei Bären verfolgt und von Jägern gerettet. Die Jäger und die Bären tanzen.

### Zweiter Akt
Hof vor den Zimmern des königlichen Palasts von Tegea
Szene 1. Creonte empfängt Teseo und Peritoo und verspricht ihnen seinen Schutz.
Szene 2. Creontes Sohn Menesteo, hat sich sogleich heftig in Elena verliebt.
Szene 3. Elena vertraut Elisa/Menelao an, dass sie Gefühle für ihren Entführer Teseo entwickelt hat.
Szene 4. Menelao ist so verzweifelt darüber, dass er nur noch sterben will.
Szene 5. Auch Teseos verlassene Gemahlin Ippolita (Hippolyte), die Schwester der Amazonen-Königin Antiope, befindet sich am Hof Creontes. Sie ist zusammen mit ihrer Vertrauten Eurite auf der Suche nach ihrem verschwundenen Gatten, dem sie einst von Herakles zur Frau gegeben wurde. Beide haben zur Tarnung Männerkleidung angelegt. Ippolita ist noch immer von Teseos Treue überzeugt.
Szene 6. Peritoo erklärt Elisa/Menelao leidenschaftlich seine Liebe. Dem so Bedrängten bleibt nichts anderes übrig, als Gegenliebe vorzutäuschen.
Szene 7. Iro hat die beiden beobachtet. Er fragt sich, was König Tindaro wohl zu dem Verhalten der Amazone sagen würde.
Szene 8. Iro teilt Eurite auf verworrene Weise mit, dass Tindaro auf dem Weg hierher sei, um die Entführung seiner Tochter zu rächen. Eurite hält Iro für verrückt.
Szene 9. Elena weist Menesteos Liebesschwüre zurück, macht Teseo aber Hoffnungen.
Szene 10. Ippolita wartet geduldig auf das Ende ihrer Liebesleiden.
Szene 11. Menesteo teilt seinem Freund Antiloco mit, dass er seinen Rivalen Teseo ermorden will.
Szene 12. Ippolita, die das Gespräch belauscht hat, schwört sich, das zu verhindern.
Szene 13. Eurite informiert Ippolita über Teseos Handlungen in Sparta. Ippolita gerät in Rage über seine Treulosigkeit.
Szene 14. Menelao will seine Gefühle Elena gegenüber nicht länger verbergen. Als er sie kommen sieht, tut er so, als würde er schlafen.
Szene 15. Menelao/Elisa gesteht Elena wie im Traum seine Liebe. Verwirrt weckt Elena ihn auf und fordert eine Erklärung. Menelao offenbart ihr seine wahre Identität und erklärt ihr alles. Elena bittet ihn um Geduld. Sie betet zu Amor um Rat bei ihrer Entscheidung.
Meeresküste von Tegea
Szene 16. Iro beobachtet, wie die Argonauten auf der Rückkehr von ihrer Expedition nach dem Goldenen Vlies von Bord gehen. Bei ihnen befinden sich Elenas Brüder Castore (Kastor) und Polluce (Pollux). Als diese durch Iro von der Entführung ihrer Schwester erfahren, schwören sie Rache. Sie lassen ihre mitgeführten Sklaven frei, die vor Freude tanzen.

### Dritter Akt
Liebliches königliches Wäldchen
Szene 1. Elena teilt Menelao mit, dass sie jetzt ihn liebt. Obwohl sie eigentlich vor ihren Entführern fliehen müssten, ist noch Zeit für ein Liebesduett.
Szene 2. In Gedanken an seine geliebte Elena schläft Teseo ein.
Szene 3. Ippolita findet den Schlafenden. Obwohl die Gelegenheit günstig ist, kann sich nicht dazu entschließen, ihre Rache auszuführen, da sie ihn noch immer liebt. Sie zieht sich zurück.
Szene 4. Ippolita beobachtet, wie sich Menesteo und Antiloco nähern, um Teseo zu ermorden. Sie greift die beiden an, verwundet Menesteo und treibt die Attentäter in die Flucht. Als Teseo erwacht, hält er sie für die Angreiferin und fordert sie zum Kampf heraus. Erst jetzt erkennt er seine Gemahlin. Er fordert sie auf beleidigende Weise auf, zu verschwinden.
Szene 5. Ippolita grübelt über Teseos harte Worte ihr gegenüber nach.
Szene 6. Antiloco trifft auf Eurite, die besorgt nach ihrer Freundin Ippolita sucht.
Szene 7. Elena und Menelao schwelgen in Liebesgefühlen. Sie wollen bei der nächsten Gelegenheit die Flucht ergreifen.
Szene 8. Peritoo glaubt noch immer, dass Elisa/Menelao seine Gefühle erwidert. Der genießt sein falsches Spiel mittlerweile und macht sich insgeheim über Peritoo lustig.
Palast von Creonte
Szene 9. Teseo ist davon überzeugt, dass man viele Frauen haben müsse, um die Liebe genießen zu können. Als Ippolita ihn wegen seiner Treulosigkeit zur Rede stellt, gibt er erst vor, sie nicht zu erkennen, und beleidigt sie dann erneut. Ihr Liebesbekenntnis weist er schroff zurück. Eurite rät der Verzweifelten, sich einen anderen Liebhaber zu wählen.
Szene 10. Menesteo teilt Antiloco mit, dass er Teseo noch immer töten will. Sein Vater Creonte hört das und wird zornig über dieses Verhalten seinen Gästen gegenüber. Er lässt Menesteo und seinen Freund verhaften.
Szene 11. In Gegenwart des noch immer als Frau gekleideten Menelao schwört Teseo Elena seine Liebe. Diese antwortet mit zärtlichen Worten, flüstert dabei aber Menelao zu, dass sie eigentlich ihn meine.
Szene 12. Peritoo warnt Teseo vor Elenas Brüdern Castore und Polluce. Sie erwarten einen Kampf.
Szene 13. Iro führt Castore und Polluce direkt zu Elena und Menelao. Die Geschwister fallen sich in die Arme. Elena erklärt ihren Brüdern, dass Menelao/Elisa mit ihr zusammen entführt wurde. Die vier machen sich zur Flucht bereit.
Szene 14. Teseo und Peritoo versuchen, die Frauen aufzuhalten.
Szene 15. Ippolita will sich an Teseo rächen.
Szene 16. Teseo erklärt sein Verhalten Ippolita gegenüber damit, dass sie versucht habe, ihn zu ermorden. Creonte jedoch deckt die Wahrheit auf: Sein Sohn und dessen Freund Antiloco sind der eigentlichen Schuldigen. Menesteo gesteht, dass er seinen Rivalen beseitigen wollte und von Ippolita darin gehindert wurde. Teseo ist davon so beeindruckt, dass er sich sofort wieder in Ippolita verliebt und sie um Vergebung anfleht. Zögernd gibt sie nach. Teseo bittet nun auch Castore und Polluce um Verzeihung für die Entführung ihrer Schwester. Als er sie erhält, vergibt er seinerseits auch Menesteo und Antiloco. Schließlich offenbart Elena auch Menelaos Identität und ihre Liebe für ihn. Ihre Brüder verzeihen auch diese Täuschung. Alle sind zufrieden – nur Peritoo ist zutiefst beschämt über seine Liebesverirrung. Im Schlussquartett besingen die beiden Paare ihr Glück. Liebe und Schicksal sind ihnen nicht mehr feindlich gesinnt.

## Gestaltung

### Libretto
Der Text verarbeitet eine ganze Reihe von klassischen mythologischen Motiven: darunter das frühe Leben der Helena mit ihrer Entführung durch Theseus, ihrer Befreiung durch ihre Brüder Kastor und Pollux und ihrer Verbindung mit Menelaos, die Hochzeit von Theseus und der Amazonenkönigin Hippolyte und Theseus’ und Peirithoos’ Entführung der Proserpina aus der Unterwelt. In der Oper gewinnt Menelaos Helena allerdings nicht im Wettbewerb mit anderen Freiern, sondern durch eine Verkleidung als Amazone.:3
Im Gegensatz zu anderen zeitgenössischen Werken hat Elena weniger Elemente einer Tragikomödie, sondern ist mehr von der Commedia dell’arte inspiriert.:32 Beispiele für komische Situationen sind das Engagement des als Amazone verkleideten Menelao als persönliche Ringkampf-Lehrerin Elenas und seine homoerotische Anziehung auf die Prinzessin:33 und auf andere Männer wie Peritoo und Tindaro.:40 Der Charakter des Hofnarren Iro ist direkt der Commedia dell’arte entnommen. Er hat hier nicht nur eine Randrolle, sondern ist wesentlich an der dramatischen Handlung beteiligt.:56f Die Amazone Ippolita und besonders Prinz Menesteo sind besitzen im Gegenzug ernste oder tragische Züge.:57f Das Hauptmotiv der Handlung sind die wechselnden Begierden der Protagonisten.

### Musik
Der Instrumentalsatz der Oper ist überwiegend dreistimmig, d. h. für Violinen I und II sowie Basso continuo.:75 In II:16 sind zwei Trompeten vorgesehen.:76 Im Prolog gibt es eine zusätzliche Viola-Stimme.:6
Die Rolle des Teseo ist in zwei unterschiedlichen Schlüsseln notiert. Überwiegend steht sie im C4-Schlüssel (Tenor), in den Szenen III:2 und III.3 dagegen in C1 (Sopran). Der Grund hierfür ist unklar. Möglicherweise wurde die Besetzung des Teseo nach Fertigstellung der Oper geändert und musste angepasst werden. Denkbar wäre auch, dass die Rolle in unterschiedlichen Aufführungen mal von einem Tenor und mal von einem Soprankastraten gesungen wurde und Teile beider Fassungen Eingang in die Aufführungspartitur und anschließend in die Kopie gefunden haben. Ähnliches gilt für die Partie des Antiloco, die größtenteils in C4 (Tenor), aber teilweise auch in F (Bass) notiert ist.:77f
Es gibt eine große Anzahl von Arien, die hier im Vergleich mit Werken der vorangegangenen Jahrzehnte deutlich differenzierter ausgearbeitet sind. Zehn Arien haben neben dem Basso continuo eine zweistimmige Begleitung – in Cavallis La Calisto von 1651 waren es nur drei. Zwei- oder dreistimmig (zusätzlich zum Continuo) sind auch die Instrumentalstücke. Außerdem gibt es eine größere Anzahl von Ensemblesätzen: Duette, Terzette, Quartette und am Schluss ein Sextett.
Die Musik der Tänze am Ende der ersten beiden Akte ist nicht erhalten.:96

## Werkgeschichte

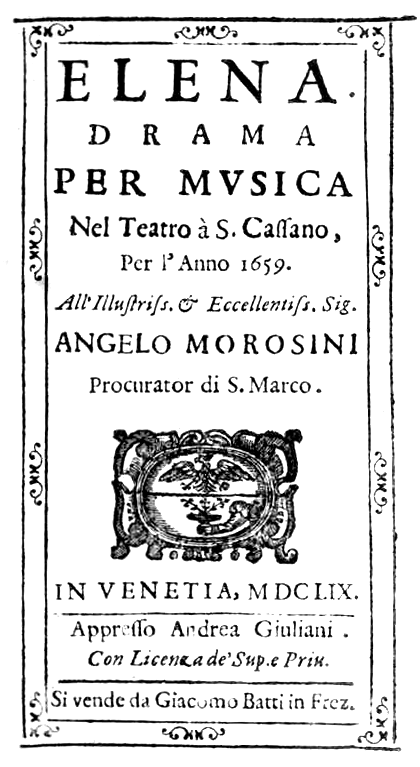
Titelblatt des Librettos, Venedig 1659

Cavallis Oper Elena entstand im Jahr 1659 für das venezianische Teatro San Cassiano. Das Libretto schrieb Nicolò Minato nach einem hinterlassenen Szenarium des 1651 verstorbenen Giovanni Faustini, des Bruders des Theater-Impresarios Marco Faustini. Dem Vorwort des Librettos zufolge hatten es zuvor mehrere Librettisten abgelehnt, das Werk zu vollenden.:9 Es handelt sich um eine der frühesten explizit komischen Opern in Venedig.:1
Die Titelrolle sang eine damals berühmte Kurtisane, die hochbezahlte Lucietta Gamba. Es sind keine weiteren Auftritte von ihr in einem venezianischen Theater belegt. Ihre eigentlichen Qualitäten lagen offenbar auf anderem Gebiet. Giovanni Francesco Busenello, der Librettist von Monteverdis L’incoronazione di Poppea, beschrieb die Spezialitäten dieser „singenden Hure“ („quella puta che canta“) in seiner Gedichtsammlung über venezianische Prostituierte (publiziert in Rollo delle puttane und in Stanze fatte contro certe dame).:6 Ihr Vertrag mit dem Impresario Marco Faustini wurde von ihrem mutmaßlichen Protektor Michiel Morosini ausgehandelt. Dessen Namensähnlichkeit mit dem Widmungsträger der Oper, Angelo Morosini, lässt vermuten, dass die Familie Morosini an der Produktion involviert war. Für sämtliche Arbeiten – Fertigstellung von Libretto und Partitur, Librettodruck und Proben – standen nur ungefähr dreieinhalb Monate zur Verfügung.:8
Die Widmung im Libretto trägt das Datum vom 26. Dezember 1659. An diesem Tag, an dem üblicherweise die venezianische Karnevalsaison eröffnet wurde, fand mutmaßlich auch die Uraufführung statt.:63
Die Bühnenmaschinen, für die diese Oper viele Möglichkeiten bot, stammten höchstwahrscheinlich von Francesco Santurini.:17 Die Sänger waren Lucietta Gamba (prima donna, 677 Dukaten), Elena Passarelli (seconda donna, 362 Dukaten), Anna Caterina Venturi (terza donna, 180 Dukaten), Giovanni Cappello (primo uomo, 361 Dukaten), Niccolò Constantino, Domenico Sciarra, Carlo Vittorio Rotari, Giuseppe Ghini, Michel Angelo Amadore, Alessandro Collacioppi, Giovanni Battista Maggi und Francesco Galli.:201ff:19 Kristin Kane geht davon aus, dass der Kastrat Cappello die Rolle des Menelao übernahm und die seconda donna (Passarelli) die musikalisch ebenfalls bedeutsame Partie der Ippolita. Auffällig ist, dass unter den zwölf Sängern lediglich drei Frauen aufgeführt sind. Die terza donna Venturi hat daher möglicherweise die beiden übrigen Frauenpartien, Erginda/Astianassa und Eurite übernommen. Da es in der Oper insgesamt fünfzehn Rollen gibt, waren auch andere Zusammenlegungen notwendig.:20 Eine besondere Funktion kommt den Kastraten-Rollen zu. Zu diesen zählen Menelao, Teseo, Peritoo, Euripilo, Menesteo, Castore und Polluce sowie mutmaßlich die drei allegorischen Figuren im Prolog. Natürliche Männerstimmen sind Creonte, Nettuno, Tindaro, Iro und Antiloco.:21 Moderne Produktionen stellt dies vor Probleme, da ein Ersatz der Kastraten durch Sängerinnen die viel auf Geschlechterverwirrungen setzende Komik und Dramatik der Handlung durcheinander bringen würde. Die Sopran-Partie des Menelao liegt außerdem zu hoch für die meisten heutigen Countertenöre.:104f In seinen Duetten mit Elena singt er die Oberstimme.:46
Ein Brief Carlo Andrea Coradinis vom 24. Januar 1660 lässt auf niedrige Verkaufszahlen schließen.:8
Außer einer handschriftlich erhaltenen Partitur, einer mutmaßlich von seiner Frau erstellten Kopie aus den späten Lebensjahren Cavallis, sind das gedruckte Libretto der Uraufführungsproduktion von 1659 und ein wenig später veröffentlichter Anhang zum Libretto mit einem alternativen Prolog erhalten, für den allerdings keine Musik existiert. Darin steigt Venere in den Hades hinab, um Proserpina davor zu warnen, dass Teseo und Peritoo sie entführen wollen. Auf Proserpinas Bitten verhindert Venere dies, indem sie ihren Sohn Amore beauftragt, Teseo in eine andere Frau verliebt zu machen. Proserpina ihrerseits erwählt La Gelosia (die Eifersucht), um Peritoo anzugreifen. Zwei Geister tragen La Gelosia aus der Unterwelt fort.:3–5
Die erste Aufführung in neuerer Zeit fand am Karnevalsdienstag, den 28. Februar 2006 konzertant in gekürzter Form in der Barnes Hall der Cornell University statt. Das Cornell Collegium Musicum spielte unter der Leitung von Kristin Kane, die anschließend über diese Oper promovierte.:2
In den Jahren 2013 und 2014 widmete sich der Dirigent Leonardo García Alarcón mit seiner Cappella Mediterranea dem Werk. Premiere war am 7. Juli 2013 beim Festival d’Aix-en-Provence. Weitere Aufführungen gab es an der Opéra National de Montpellier, der Opéra royal de Versailles, der Opéra de Lille, im großen Auditorium der Fondation Calouste Gulbenkian in Lissabon, an der Opéra de Nantes, in Angers und an der Opéra de Rennes.

## Aufnahmen
- 2013 – Leonardo García Alarcón (Dirigent), Cappella Mediterranea.
 Emőke Baráth (Elena, Venere), Valer Barna-Sabadus (Menelao), Fernando Guimarães (Teseo), Solenn’ Lavanant Linke (Ippolita, Pallade), Rodrigo Ferreira (Peritoo), Emiliano Gonzalez Toro (Iro), Anna Reinhold (Menesteo, La Pace), Scott Conner (Tindaro, Nettuno), Mariana Flores (Erginda, Giunone, Castore), Majdouline Zerari (Eurite, La Verita), Brendan Touhy (Diomede, Creonte), Christopher Lowrey (Euripilo, La Discordia, Polluce), Job Tomé (Antiloco).
 Video; live vom Festival d’Aix-en-Provence; gekürzte Fassung.
 Outhere (2 DVDs).[5]